# Nattheim
Nattheim é um município da Alemanha, no distrito de Heidenheim, na região administrativa de Estugarda, estado de Baden-Württemberg.